# Aporias

Aporias, sous-titré Requia for piano and orchestra, est un album de John Zorn joué par l'American Composers Orchestra sous la direction de Dennis Russell Davies, avec Stephen Drury au piano et le chœur d'enfants de la radio hongroise. Il est sorti en 1998 sur le label Tzadik dans la série Composer consacrée à la musique classique contemporaine. 

## Titres
| 1.    | Prelude     | 6:41 |
| 2.    | Impetuoso   | 3:31 |
| 3.    | Con Mistero | 3:01 |
| 4.    | Languendo   | 2:34 |
| 5.    | Risentito   | 2:50 |
| 6.    | Freddamente | 2:32 |
| 7.    | Religioso   | 2:05 |
| 8.    | Drammatico  | 4:53 |
| 9.    | Postlude    | 4:22 |
| 10.   | Coda        | 0:47 |
| 33:16 |             |      |

## Personnel
- American Composers Orchestra
- Dennis Russell Davies - chef d'orchestre
- Stephen Drury – piano
- Chœur d'enfants de la radio hongroise